# Krompir
Krompír (znanstveno ime Solanum tuberosum) je trajnica iz družine razhudnikovk, znana predvsem po gomoljih, ki se uporabljajo tudi kot živilo iz skupine povrtnin v prehrani ljudi. Beseda »krompir« se nanaša tako na užitne gomolje, kot na celo rastlino.
Danes je četrta najpomembnejša kulturna rastlina po količini pridelane hrane na svetu in bistven del kuhinje številnih kultur.
Slovenska beseda krompir izhaja iz nemškega izraza grund Birne, v dobesednem prevodu talna hruška, ki se v nekaterih nemških narečjih še danes uporablja.

## Uporaba za prehrano

### Zgodovina
Izvira iz območja Andov v Južni Ameriki, divji sorodniki krompirja uspevajo po vsej celini do Združenih držav Amerike na severu. Sodeč po genetskih lastnostih je bil udomačen pred približno 7.000 do 10.000 leti na jugu današnjega Peruja in skrajnemu severozahodu Bolivije.
V Evropo ga je prinesel Krištof Kolumb, kasneje drugi raziskovalci, ki so raziskovali svet in nova ozemlja. Eden prvih naj bi ga za prehrano uporabil sir Francis Drake, in sicer na slavnostni večerji 4. aprila 1581 na jadrnici, potem ko so uplenili špansko ladjo - vendar ni jasno, ali je šlo morda za navadni ali sladki krompir.
Krompir so prinesli v Evropo iz Južne Amerike, nekje iz območja Čila in Peruja. V notranjost se je širil postopoma iz kolonialnih držav Evrope, ki ležijo ob Atlantskem oceanu. Na Slovensko je prišel v času Habsburške monarhije, ko je vladala cesarica Marija Terezija, ki je želela izboljšati prehrano prebivalstva. Kmetje so se sprva upirali sajenju te poljščine, kasneje pa so jo sprejeli in posvojili za vsakoletno pridelavo. Danes poznamo preko 3000 sort krompirja, bele, rumene, rožnate, rdeče barve in vodene ter mokaste strukture. Barva krompirja pravzaprav nima nobene pomembnosti pri prehrambni vrednosti krompirja, ima pa bistveno vlogo pri tem, za katere jedi je primerna neka sorta krompirja.

### Hranilna vrednost krompirja
Procentualno krompir vsebuje veliko količino vode - skoraj 80 %, 17,5 % ogljikovih hidratov,  2 % beljakovin in 0,1 % lipidov. Večino vsebnosti ogljikovih hidratov predstavlja škrob. Od mineralnih snovi vsebuje največ kalija (421 mg na 100 g) in fosforja (57 mg na 100 g), od vitaminov pa vitamin C (19,7 mg na 100 g). Ne vsebuje vitamina A.

### Shranjevanje krompirja
Krompir za prehrano se mora najprej pravilno prebrati, osušiti, pustiti odležati v temnem prostoru, nakar se izloči vse gomolje z znaki gnilobe, okužbe s škodljivci in fizičnimi poškodbami, šele nato se ga skladišči za ozimnico v primernem temnem prostoru. Sončna svetloba povzroči v krompirju kopičenje zelo nevarnega alkaloida – solanina, ki je strupen. Takšen krompir postane pod kožico zelen, kar je posledica hkratnega pojava klorofila. Že en srednje velik zelen krompir v 1 kg krompirja je dovolj za zastrupitev s solaninom.

### Sorte krompirja v Sloveniji
Sorte krompirja, ki jih pridelujemo v Sloveniji od leta 1995 dalje, so:
- Zgodnje sorte krompirja z rumenim mesom;
  - Riviera, Adora, Vesna, Primula in Arinda
- Zgodnje sorte krompirja z belim mesom;
  - Kresnik, Jana, Marisbard in Ulster sceptre
- Pozne sorte krompirja z rumenim mesom;
  - Sane
- Pozne sorte krompirja z belim mesom;
  - Bright, Carlingford, Romano, Pšata, Bistra in Cvetnik

### Krompirjevi škodljivci
Krompirjev molj (znanstveno ime Phtorimaea operculella Tel.) je najbolj nevaren škodljivec, ki se lahko zaredi na krompirju. Dolg je okoli 5 mm z razponom kril od 15 do 17 mm, sprednja krila so sivo-rjave barve s temnimi pegami, zadnja krila pa so rumenkaste barve. Sprednja krila so močneje razvita kot zadnja, iz njegove zalege pa se razvije gosenica dolga približno 15 mm rumeno-bele barve. Gosenice se najprej razvijejo na zunanjem zelenem steblu, nato pa pred zabubljenjem preidejo na gomolj, kjer se zabubijo. Po uskladiščenju se razvijejo gosenice pod krompirjevo kožico in delajo prave rove v krompir ter povzročijo gnitje krompirja. Tak krompir ni užiten in mora biti strokovno odstranjen ter uničen.
Pomemben patogen je tudi bakterija z znanstvenim imenom Ralstonia solancearum (Smith) Yabuchi et al., ki povzroča krompirjevo rjavo gnilobo ter bakterijsko vnetje krompirja in paradižnika in je v Evropi na vrhu spiska najhujših škodljivcev na krompirju. Kjer ga opazijo, morajo nemudoma hitro ukrepati, sicer lahko uniči letino.

### Pridelava krompirja v svetu
Pridelava krompirja v svetu v letu 2003 po podatkih Organizacije za prehrano in kmetijstvo (FAO), prikazana v tabeli največjih pridelovalcev:
| Pridelava krompirja v milijonih ton v letu 2003 (FAO) | Pridelava krompirja v milijonih ton v letu 2003 (FAO) | Pridelava krompirja v milijonih ton v letu 2003 (FAO) | Pridelava krompirja v milijonih ton v letu 2003 (FAO) | Pridelava krompirja v milijonih ton v letu 2003 (FAO) | Pridelava krompirja v milijonih ton v letu 2003 (FAO) |
| ----------------------------------------------------- | ----------------------------------------------------- | ----------------------------------------------------- | ----------------------------------------------------- | ----------------------------------------------------- | ----------------------------------------------------- |
| Kitajska                                              | 66,8                                                  | Ukrajina                                              | 18,5                                                  | Nizozemska                                            | 6,4                                                   |
| Rusija                                                | 36,7                                                  | Poljska                                               | 13,7                                                  | Francija                                              | 6,2                                                   |
| Indija                                                | 23,1                                                  | Nemčija                                               | 9,8                                                   | Združeno kraljestvo                                   | 5,9                                                   |
| ZDA                                                   | 20,8                                                  | Belorusija                                            | 8,6                                                   | * Slovenija                                           | 3,2                                                   |

Pridelava krompirja v svetu v letu 2010 po podatkih Organizacije za prehrano in kmetijstvo (FAO), prikazana v tabeli največjih pridelovalcev:
| Pridelava krompirja v milijonih ton v letu 2010 (FAO) | Pridelava krompirja v milijonih ton v letu 2010 (FAO) | Pridelava krompirja v milijonih ton v letu 2010 (FAO) | Pridelava krompirja v milijonih ton v letu 2010 (FAO) | Pridelava krompirja v milijonih ton v letu 2010 (FAO) | Pridelava krompirja v milijonih ton v letu 2010 (FAO) |
| ----------------------------------------------------- | ----------------------------------------------------- | ----------------------------------------------------- | ----------------------------------------------------- | ----------------------------------------------------- | ----------------------------------------------------- |
| Kitajska                                              | 68,4                                                  | Ukrajina                                              | 18,9                                                  | Nizozemska                                            | 6,8                                                   |
| Rusija                                                | 38,8                                                  | Poljska                                               | 17,9                                                  | Francija                                              | 10,5                                                  |
| Indija                                                | 25,6                                                  | Nemčija                                               | 7,6                                                   | Združeno kraljestvo                                   | 6,8                                                   |
| ZDA                                                   | 30,7                                                  | Belorusija                                            | 7,5                                                   | * Slovenija                                           | 3,3                                                   |

### Pridelava krompirja v Sloveniji
V letu 2011 je bila količina pridelanega krompirja za 5 % manjša od količine krompirja, pridelane v letu 2010 in je znašala 96.179 ton. Povprečni pridelek v letu 2011 je znašal 26,4 t/ha. V letu 2011 je bilo s krompirjem posajeno za 11,3% manj kmetijskih površin kot v letu 2010. 

## Bolezni

### Virusne bolezni

#### Bolezni, prenosljive z dotikom
- virus X
- virus S

#### Bolezni, prenosljive z listnimi ušmi
- virus A (nepersistentni)
- virus Y (nepersistentni)
- virus YO (nepersistentni)
- virus YC (nepersistentni)
- virus YN (nepersistentni)
- virus YNTN (nepersistentni)
- virus M (nepersistentni)
- virus avkubnega mozaika (nepersistentni)
- virus lucernovega mozaika (nepersistentni)
- virus zvijanja krompirjevih listov (persistentni)

#### Bolezni, prenosljive z ogorčicami
- virus rattle

### Bakterijske bolezni
- navadna krastavost (Streptomyces scabies)
- obročkasta gniloba (Clavibacter michiganensis)
- rjava bakterijska gniloba (Pseudomonas solanacearum)

### Glivične bolezni
- krompirjeva plesen (Phytophthora infestans)
- črna listna pegavost (Alternaria solani)
- bela noga (Rhizoctonia solani)
- ovelost krompirja (Verticillium albo-atrom, Verticillium dahliae)
- krompirjev rak (Synchytrium endobioticum)
- prašnata krastavost (Spongospora subterranea)
- pikasta pegavost gomoljev  (Polyscytalum pustulans)
- črna pikavost gomoljev (Colletotrichumj coccodes, Colletotrichum atramentarium)
- srebrolikost (Spondylocladium altrovirens)
- bela trohnoba (Fusarium sp.)
- mokra trohnoba (Pythium ultimum)
- suha trohnoba ali gangrena gomoljev (Phoma exigua)

## Škodljivci
- koloradski hrošč (Leptinotarsa decemlineata)
- majski hrošč (Melolontha melolontha)
- strune (ličinke pokalic - Elateridae)
- krompirjev molj (Phthorimaea operculella)
- sovke (Noctuidae)
- listne uši (Aphididae)
- rumena krompirjeva ogorčica (Globodera rostochiensis)
- bela krompirjeva ogorčica (Globodera pallida)